# Margot Honecker
Margot Feist coniugata Honecker (Halle, 17 aprile 1927 – Santiago del Cile, 6 maggio 2016) è stata una politica tedesca, moglie di Erich Honecker, Presidente del Consiglio di Stato della Germania Est dal 1976 al 1989.
Dopo la caduta del regime nel 1989, fuggì in Unione Sovietica con il marito per evitare accuse penali dal governo della Germania. Nel timore dell'estradizione in Germania, si rifugiò nell'ambasciata del Cile a Mosca nel 1991, ma nel 1992 suo marito venne estradato in Germania dal governo russo di El'cin per affrontare il processo penale, venendo detenuto nella prigione di Moabit. Margot Honecker fuggì poi da Mosca in Cile per evitare un destino simile. Fino al momento della sua morte, ha vissuto in Cile con la figlia Sonja.
Ha lasciato la SED nel 1990, dopo l'espulsione del marito dal partito, e più tardi divenne un membro della piccola frangia del Partito Comunista di Germania (1990), che è considerato estremista dalle autorità tedesche. Apertamente stalinista, condannò la destalinizzazione in Unione Sovietica come "revisionista" e sostenne il regime della Corea del Nord.

## Biografia
Nata a Halle, Margot Feist è figlia di un calzolaio e di un'operaia di fabbrica. Dopo aver conseguito la licenza elementare, divenne membro della Bund Deutscher Mädel dal 1938 al 1945. Sua madre morì nel 1940 quando Margot aveva 13 anni. Suo fratello Manfred Feist fu a capo del dipartimento per le informazioni estere all'interno del comitato centrale del Partito Socialista Unificato di Germania (SED).
Impiegata come stenotipista, nel 1945 si iscrisse al Partito Comunista, dove divenne una stella nascente dell'associazione della Gioventù Comunista. A 22 anni è il più giovane membro del Parlamento. Nel 1949 Margot incontrò Erich Honecker, leader dei giovani comunisti allora sposato, e i due ebbero una figlia, Sonja, nel 1952. Sotto la pressione del leader Walter Ulbricht, Honecker divorziò dalla seconda moglie e sposò Margot nel 1953. Lui divenne in seguito il segretario della SED e Presidente del Consiglio di Stato.
Soprannominata la «Strega Viola» per i suoi capelli tinti e la linea politica rigidamente ortodossa, Margot sedette accanto al marito al Governo della DDR per quasi tre decenni, come Ministro dell'Educazione. Fu membro nel Comitato Centrale del Partito di Unità Socialista, ma non arrivò mai a far parte nel Politiburo del Partito Comunista. Come Ministro dell'Educazione, plasmò il curriculum socialista nelle scuole, prevedendo l'introduzione dell'insegnamento obbligatorio dell'allenamento militare.

### La caduta della DDR nel 1989
Nell'ottobre 1989, in seguito alle proteste di piazza, la Honecker si dimise insieme all'intero consiglio dei ministri, due giorni dopo le dimissioni del marito. Willi Stoph divenne per breve tempo suo successore al ministero per l'educazione.
Nel dicembre 1989 fu accusata di corruzione e abuso di potere nella carica di ministro dell'educazione per aver organizzato arresti su motivazioni politiche, di aver separato bambini dai propri genitori contro il loro volere, e di aver fatto sistematicamente adozioni di bambini da parte di persone giudicate inaffidabili dallo Stato. Lei negò; dopo la riunificazione della Germania nel 1990, per evitare possibili incriminazioni per violazioni dei diritti umani, si rifugiò a Mosca con il marito nel 1991. Dopo la caduta dell'Unione Sovietica, la nuova presidenza in Russia estradò Erich in Germania.

### L'esilio in Cile
Nel 1992 Margot si trasferì in Cile, dove già la figlia e i nipoti si erano stabiliti, mentre Erich venne processato in Germania per gli abusi commessi dal suo governo durante la Guerra Fredda. Rilasciato nel 1993 per le precarie condizioni di salute, l'ex leader comunista emigrò anch'egli in Cile, dove morì il 29 maggio 1994. Nel 2012 Margot Honecker concesse un'intervista in occasione della pubblicazione di estratti dei Diari del marito, senza mostrare alcuna resipiscenza sui metodi di governo della Germania Orientale.
Morì a Santiago del Cile nel maggio 2016 all'età di 89 anni.

## Curiosità
- Durante la sua funzione come Ministro dell'Educazione nazionale fu chiamata "Miss Bildung", giocando sul doppio significato, sia Miss Educazione che la parola tedesca Missbildung, cioè malformazione, deformità.[7]

## Galleria d'immagini

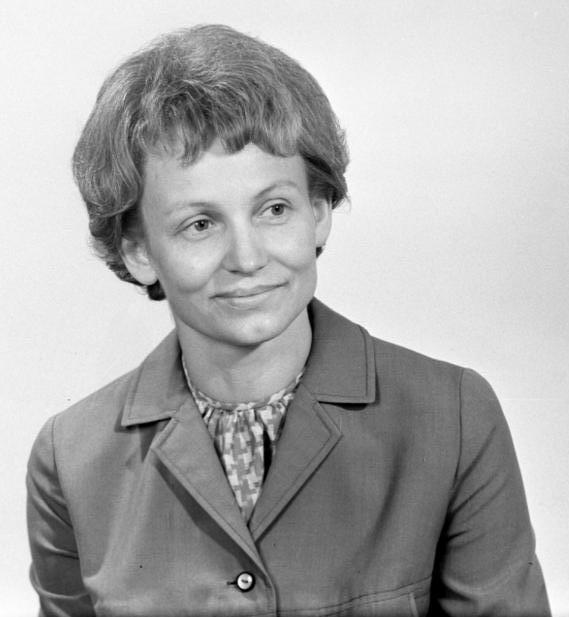
Ritratto ufficiale ripreso nel luglio 1967 quando Margot Honecker aveva 40 anni.
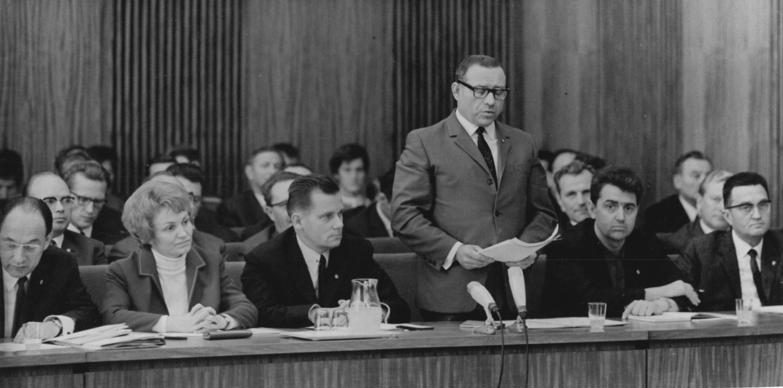
Il Ministro della Pubblica Istruzione, Margot Honecker ascolta l'Assistente Segretario per la Cultura e lo Sport Roland Weissig al Consiglio di Stato, l'XI incontro nel 1968.
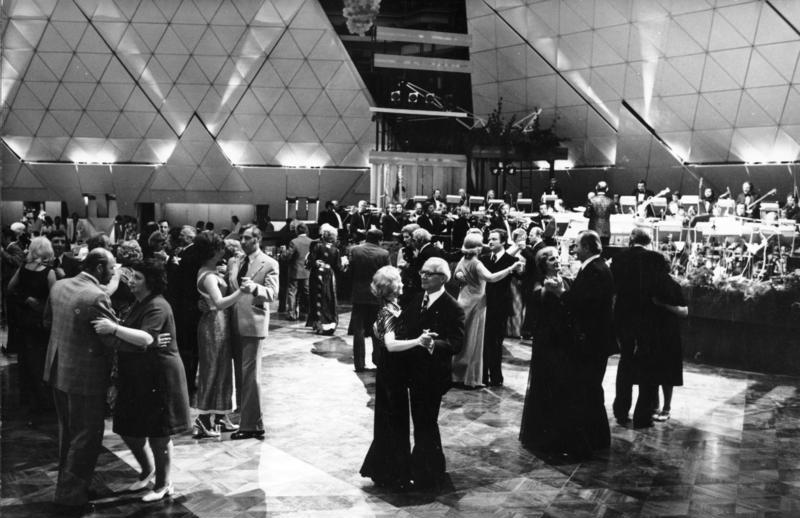
Gli Honecker partecipano al banchetto per l'apertura del Palast der Republik di Berlino nel 1976.
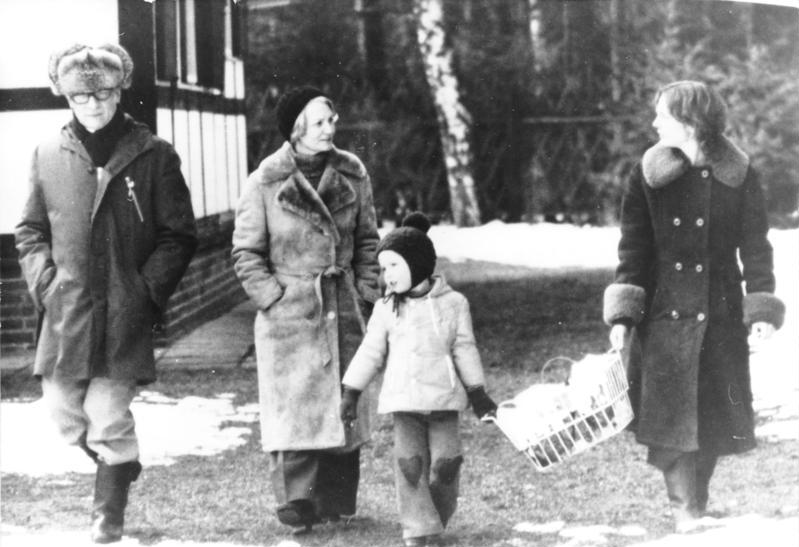
Erich Honecker e sua moglie mentre passeggiano con la figlia Sonja e il nipote Roberto nel Waldsiedlung nel 1977.
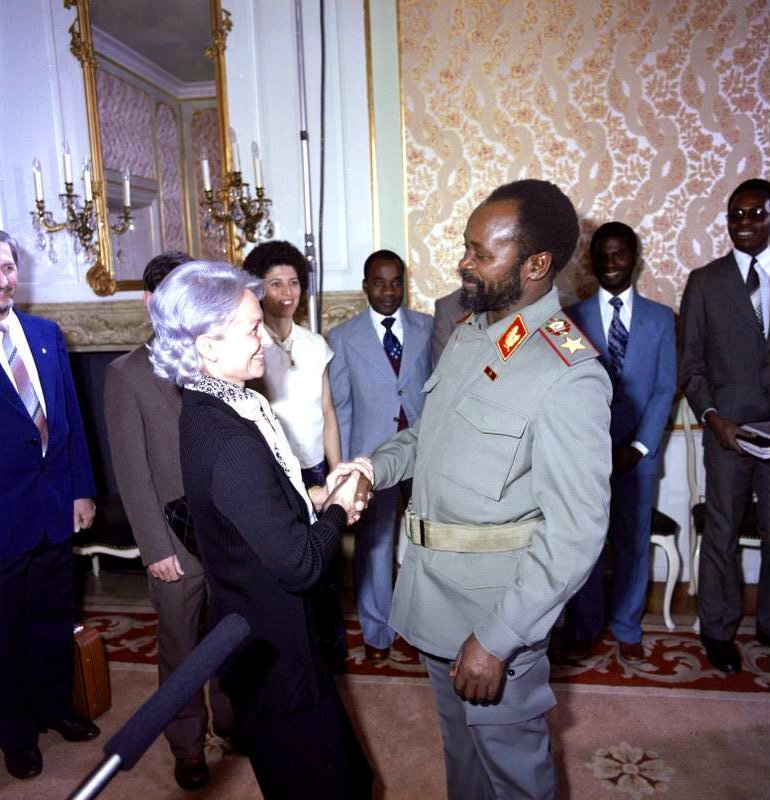
Margot Honecker ad una riunione del comandante militare e leader socialista rivoluzionario del Mozambico Samora Machel nel 1983.
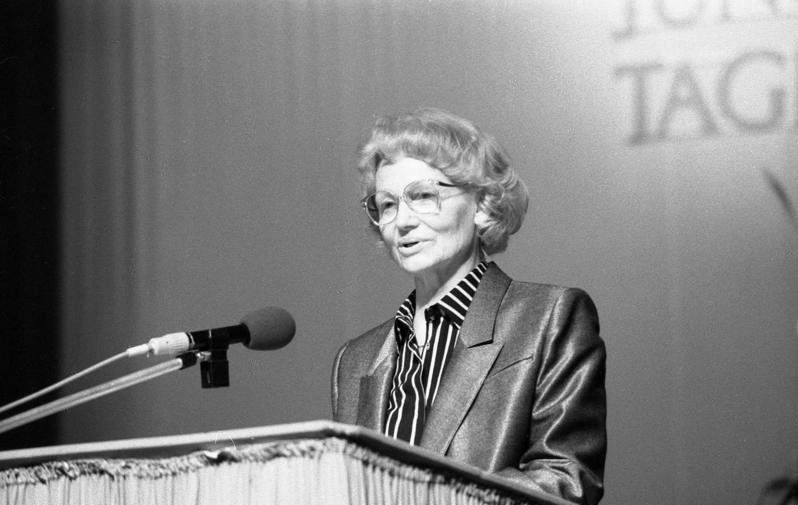
Margot Honecker, come Ministro dell'Istruzione della DDR, mentre parla a Potsdam un anno prima degli Eventi del 1989.
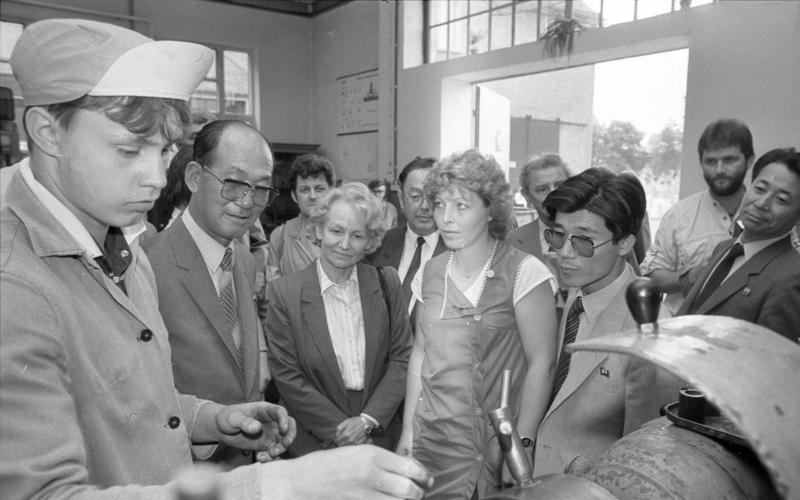
Margot Feist in visita ad un politecnico (Polytechnisches Zentrum) a Rothenschirmbach con il ministro dell'Istruzione della Corea del Nord nel 1988.
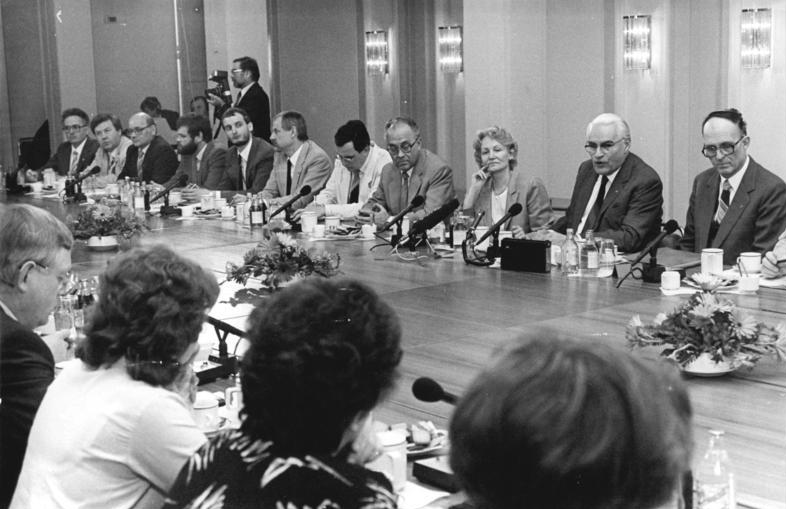
Margot Feist ospita un congresso educativo presso la sede della Democrazia Cristiana nell'aprile 1989. Sette mesi dopo il Muro di Berlino sarebbe caduto.